# Ruth Mix
Nadine Ruth Mix ou Ruth Jane Mix (13 juillet 1912 - 21 septembre 1977) est une actrice américaine.

## Biographie

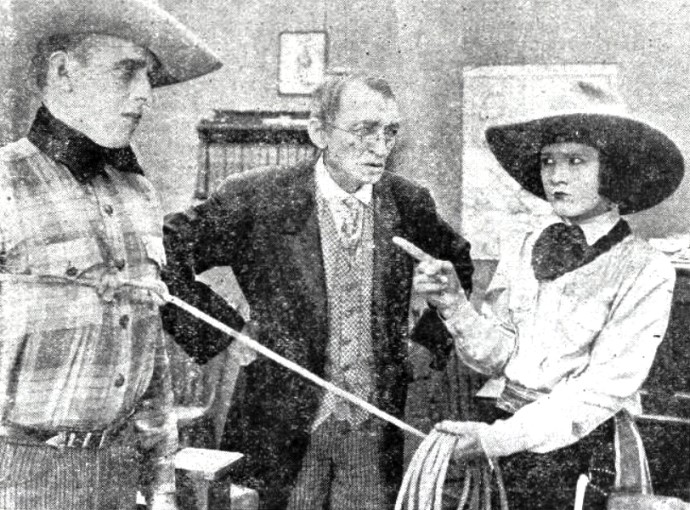
Dans That Girl Oklahoma (1926).

Elle est la fille des acteurs Tom Mix et Olive Stokes Mix (en). Elle a une demi-sœur, Thomasina Mix,.
Au milieu des années 1920, elle joue dans plusieurs films muets. Elle joue dans douze westerns, notamment The Tonto Kid, Fighting Pioneers, Saddle Aces et Gunfire, tous réalisés en 1935. En 1936, on la voit dans trois séries "cliffhanger" : The Black Coin, The Amazing Exploits of the Clutching Hand et Custer's Last Stand. Elle tient le rôle principal féminin dans quelques westerns de série B aux côtés de Wally Walls et Hoot Gibson.
Elle devient ensuite artiste de cirque et acrobate, au cirque et pour les Wild West Shows de son père. En 1929, elle se produit au vaudeville, "dans une offre de nouveauté comprenant le chant et la danse" et dirige un spectacle de "Rodeo Revue" avec un casting de 35 personnes mettant en vedette le comédien Jed Dooley, comprenant Toby Tobias et son orchestre et un groupe de ballet de huit femmes en plus de Ruth Mix et de son cheval, Lindy.
En 1939, elle fait partie du Wild West Show à l'Exposition universelle de New York et en 1941, avec Howard Cragg et BH Jones, elle dirige un spectacle de rodéo qui se produit dans les foires.
Elle épouse l'acteur Douglas Gilmore dont elle divorce en 1932. Elle se remarie avec Harry Knight en 1935.

## Filmographie
| Année | Titre                   | Rôle               | Remarques                  |
| ----- | ----------------------- | ------------------ | -------------------------- |
| 1926  | That Girl Oklahoma      |                    |                            |
| 1926  | Tex                     |                    |                            |
| 1927  | The Little Boss         |                    |                            |
| 1928  | Four Sons               | La fille de Johann | Non crédité                |
| 1931  | Red Fork Range (en)     | Ruth Farelle       |                            |
| 1934  | The Tonto Kid           | Nancy Cahill       |                            |
| 1934  | Gunfire                 | Marie Vance        |                            |
| 1935  | Fighting Pioneers (en)  | Wa-No-Na           |                            |
| 1935  | Saddle Aces (en)        | Jane Langton       |                            |
| 1936  | Custer's Last Stand     | Elisabeth Custer   | Série, [Chs. 1,3, 8–11,15] |
| 1936  | The Clutching Hand (en) | Shirley McMillan   | En série                   |
| 1936  | The Riding Avenger (en) | Tchita Ringer      |                            |
| 1936  | The Black Coin          | Dorothée Dale      | (dernier rôle au cinéma)   |